# Берия, Нина Теймуразовна
Ни́на Теймура́зовна Бе́рия (груз. ნინო თეიმურაზის ასული ბერია), урождённая Гегечко́ри (გეგეჭკორი; 1905, Мартвили, Сенакский уезд, Кутаисская губерния, Российская империя — 10 июня 1991, Киев, Украинская ССР, СССР) — специалист по сельскому хозяйству, жена советского государственного деятеля Лаврентия Павловича Берии.

## Биография
Нина (Нино́) Теймуразовна Гегечкори родилась в грузинском селе Мартвили (позднее, в советское время, оно называлось Гегечкори) в 1905 году. Оба её родителя происходили из обедневших мелкопоместных дворянских родов. Кроме того, и у отца, и у матери было по несколько детей от первых браков, что делало материальное положение семьи ещё сложнее. После смерти отца в 1917 году семья Нино оказалась в особо тяжёлой финансовой ситуации. Чтобы хоть как-то помочь родне, брат отца большевик Алексей Гегечкори перевёз девочку к себе в Кутаиси. Там Нино ходила в начальную женскую школу и одновременно батрачила на Раждена Хундадзе. Несмотря на то, что другой дядя Нино, меньшевик Евгений Гегечкори, входил в правительство Грузинской демократической республики, его брата Алексея власти многократно арестовывали за революционную деятельность. По одной из версий, во время посещений Нино дяди Алексея в тюрьме на неё и обратил внимание его сокамерник — молодой большевик Лаврентий Берия. Через некоторое время Нино переехала в Тифлис к своему сводному брату Николаю Шавдии, который служил тогда таможенником. В 1921 году в Грузии была установлена советская власть. Лаврентий Берия приехал в Тифлис и вскоре занял достаточно заметный пост в местной ЧК. В следующем году 23-летний Лаврентий и 16-летняя Нино поженились. 
В 1924 году у четы Берия родился сын Сергей (Серго́). В 1926 году Нина окончила агрономический факультет Тбилисского университета и поступила на работу в Сельскохозяйственный научный институт. Тем временем муж Нины сделал блестящую карьеру — как в ЧК, так и в партии. После Большого террора 1937—1938 годов он был переведён на работу в Москву и занял место расстрелянного наркома внутренних дел Николая Ежова. В столице Нина работала в Сельскохозяйственной академии имени Тимирязева и занималась домашним хозяйством и сыном. Тем временем муж охладел к своей жене, у него стали появляться любовницы. В 1942 году одна из них открыто поселилась в особняке Берии.
После смерти Сталина в 1953 году Лаврентий Берия инициировал процесс десталинизации. Однако его коллеги по Политбюро (прежде всего Никита Хрущёв и Георгий Маленков) вышли победителями в подковёрной борьбе — 26 июня 1953 года Берия был арестован по обвинению в измене Родине в форме шпионажа и заговоре с целью захвата власти, 23 декабря 1953 года приговорён Специальным судебным присутствием Верховного Суда СССР к высшей мере наказания и в тот же день расстрелян. 26 июня 1953 года вместе с отцом был арестован и сын Нины Берии Сергей, а в начале июля — она сама. Более полутора лет она провела в Бутырской тюрьме, откуда 7 января написала письмо Никите Хрущёву, не зная, что её муж уже был казнён. В письме она рассказывала историю свой жизни, а также утверждала:
Действительно страшным обвинением ложится на меня то, что я более тридцати лет (с 1922 г.) была женой Берия и носила его имя. При этом, до дня его ареста, я была ему предана, относилась к его общественному и государственному положению с большим уважением и верила слепо, что он преданный, опытный и нужный для Советского государства человек (никогда никакого основания и повода думать противное он мне не дал ни одним словом). Я не разгадала, что он враг Советской власти, о чём мне было заявлено на следствии. Но он в таком случае обманул не одну меня, а весь советский народ, который, судя по его общественному положению и занимаемым должностям, также доверял ему.Нина Берия
19 апреля и 10 мая 1954 года на заседаниях Президиума ЦК КПСС обсуждался вопрос о будущем жены и сына Лаврентия Берии. На заседании 26 ноября 1954 года было решено выслать их на поселение в административном порядке. После освобождения Серго удалось найти работу в научном институте Свердловска, куда он вместе со своей семьёй и с матерью отправился в том же году. При этом сын сменил фамилию на девичью фамилию Нины — Гегечкори. В 1964 году Серго и Нина переехали в Киев — в этом городе она и скончалась 10 июня 1991 года.